# Vaslui
Vaslui är en stad i regionen Moldova, Rumänien. Den hade 50 935 invånare år 2011. Stadens fotbollslag heter FC Vaslui.